# Mod (muzika)
U teoriji Zapadne muzike, mod je tip muzičke lestvice spegnut sa nizom karakterističnih melodičnih ponašanja. Muzički modovi su deo zapadne muzičke misli još od srednjeg veka, a inspirisani su teorijom starogrčke muzike. Naziv mod potiče od latinske reči modus, „mera, standard, način, veličina, ograničenje količine, metoda” (Powers 2001, Introduction; OED).

## Literatura
- Brent, Jeff, with Schell Barkley (2011). Modalogy: Scales, Modes & Chords: The Primordial Building Blocks of Music. Milwaukee: Hal Leonard Corporation. ISBN 978-1-4584-1397-0.
- Chalmers, John H.. Divisions of the Tetrachord / Peri ton tou tetrakhordou katatomon / Sectiones tetrachordi: A Prolegomenon to the Construction of Musical Scales, edited by Larry Polansky and Carter Scholz, foreword by Lou Harrison. Hanover, New Hampshire: Frog Peak Music. Chalmers, John H. (1993). Divisions of the Tetrachord. Frog Peak Music. ISBN 978-0-945996-04-0..
- Fellerer, Karl Gustav (1982). „Kirchenmusikalische Reformbestrebungen um 1800”. Analecta Musicologica: Veröffentlichungen der Musikgeschichtlichen Abteilung des Deutschen Historischen Instituts in Rom. 21: 393—408..
- Grout, Donald, Claude V. Palisca, and J. Peter Burkholder (2006). A History of Western Music (7th изд.). New York: W. W. Norton. ISBN 978-0-393-97991-6..
- Jowett, Benjamin (1937). The Dialogues of Plato. OCLC 2582139.. translated by Benjamin Jowett, third edition, 2 vols. New York: Random House.
- Jowett, Benjamin (1943). Aristotle's Politics. Random house.. translated by Benjamin Jowett. New York: Modern Library.
- Judd, Cristle, ур. (1998). Tonal Structures in Early Music: Criticism and Analysis of Early Music (1st изд.). New York: Garland. ISBN 978-0-8153-2388-4..
- Levine, Mark (1989). The Jazz Piano Book. Petaluma, California: Sher Music Co. ISBN 978-0-9614701-5-9..
- Lonnendonker, Hans (1980). „Deutsch-französische Beziehungen in Choralfragen. Ein Beitrag zur Geschichte des gregorianischen Chorals in der zweiten Hälfte des 19. Jahrhunderts”.  Ур.: Johannes Berchmans G. Ut mens concordet voci: Festschrift Eugène Cardine zum 75. Geburtstag. St. Ottilien: EOS-Verlag. стр. 280—95. ISBN 978-3-88096-100-5.öschl.
- Mathiesen, Thomas J. (1999). Apollo's Lyre: Greek Music and Music Theory in Antiquity and the Middle Ages. Lincoln: University of Nebraska Press. стр. 25. ISBN 978-0-8032-3079-8.
- McAlpine, Fiona (2004). "Beginnings and Endings: Defining the Mode in a Medieval Chant". Studia Musicologica Academiae Scientiarum Hungaricae 45, nos. 1 & 2 (17th International Congress of the International Musicological Society IMS Study Group Cantus Planus): 165–77.
- Meeùs, Nicolas. „Mode et système. Conceptions ancienne et moderne de la modalité”. Musurgia. 4 (3): 67—80. 1997..
- Meeùs, Nicolas (2000). „Fonctions modales et qualités systémiques”. Musicae Scientiae, Forum de Discussion. 1: 55—63. doi:10.1177/10298649000040S108..
- Meier, Bernhard (1974). Die Tonarten der klassischen Vokalpolyphonie: nach den Quellen dargestellt. Utrecht: Oosthoek, Scheltema & Holkema. ISBN 978-90-313-0009-9.
- Meier, Bernhard (1988). The Modes of Classical Vocal Polyphony: Described According to the Sources. Превод: Ellen S. Beebe. New York: Broude Brothers. ISBN 978-0-8450-7025-3.
- Meier, Bernhard (1992). Alte Tonarten: dargestellt an der Instrumentalmusik des 16. und 17. Jahrhunderts. Kassel.
- Miller, Ron (1996). Modal Jazz Composition and Harmony. 1. Rottenburg, Germany: Advance Music. OCLC 43460635.
- Ordoulidis, Nikos. (2011). "The Greek Popular Modes". British Postgraduate Musicology 11 (December). (Online journal, accessed 24 December 2011)
- Pfaff, Maurus (1974). "Die Regensburger Kirchenmusikschule und der cantus gregorianus im 19. und 20. Jahrhundert". Gloria Deo-pax hominibus. Festschrift zum hundertjährigen Bestehen der Kirchenmusikschule Regensburg, Schriftenreihe des Allgemeinen Cäcilien-Verbandes für die Länder der Deutschen Sprache 9, edited by Franz Fleckenstein, 221–52. Bonn: Allgemeiner Cäcilien-Verband, 1974.
- Powers, Harold (1998). „From Psalmody to Tonality”.  Ур.: Cristle Collins Judd. Tonal Structures in Early Music. New York: Garland Publishing. ISBN 978-0-8153-2388-4.. 275–340. Garland Reference Library of the Humanities 1998; Criticism and Analysis of Early Music 1. .
- Ruff, Anthony, and Raphael Molitor (2008). "Beyond Medici: The Struggle for Progress in Chant". Sacred Music 135, no. 2 (Summer): 26–44.
- Scharnagl, August (1994). "Carl Proske (1794–1861)". In Musica divina: Ausstellung zum 400. Todesjahr von Giovanni Pierluigi Palestrina und Orlando di Lasso und zum 200. Geburtsjahr von Carl Proske. Ausstellung in der Bischöflichen Zentralbibliothek Regensburg, 4. November 1994 bis 3. Februar 1995, Bischöfliches Zentralarchiv und Bischöfliche Zentralbibliothek Regensburg: Kataloge und Schriften, no. 11, edited by Paul Mai, 12–52. Regensburg: Schnell und Steiner, 1994.
- Schnorr, Klemens (2004). "El cambio de la edición oficial del canto gregoriano de la editorial Pustet/Ratisbona a la de Solesmes en la época del Motu proprio". In El Motu proprio de San Pío X y la Música (1903–2003). Barcelona, 2003, edited by Mariano Lambea, introduction by María Rosario Álvarez Martínez and José Sierra Pérez. Revista de musicología 27, no. 1 (June) 197–209.
- Street, Donald (1976). "The Modes of Limited Transposition". The Musical Times 117, no. 1604 (October): 819–23.
- Vieru, Anatol (1980). Cartea modurilor. Bucharest: Editura Muzical.ă. English edition, as The Book of Modes, translated by Yvonne Petrescu and Magda Morait. Bucharest: Editura Muzicală, 1993.
- Vieru, Anatol (1992). „Generating Modal Sequences (A Remote Approach to Minimal Music)”. Perspectives of New Music. 30 (2): 178—200. JSTOR 3090632. doi:10.2307/3090632.
- Vincent, John (1974). The Diatonic Modes in Modern Music. OCLC 249898056.. revised edition. Hollywood: Curlew Music.
- Wiering, Frans (1998). „Internal and External Views of the Modes”.  Ур.: Cristle Collins Judd. Tonal Structures in Early Music. New York: Garland Publishing. ISBN 978-0-8153-2388-4.. 87–107. Garland Reference Library of the Humanities 1998; Criticism and Analysis of Early Music 1. .

## Dodatna literatura
- Henry S. Macran, ур. (1902). Aristoxenou Harmonika stoicheia = the harmonics of Aristoxenus. Oxford: Clarendon Press.